# NGC 4603A
NGC 4603A је спирална галаксија у сазвежђу Кентаур која се налази на NGC листи објеката дубоког неба.
Деклинација објекта је - 40° 44' 23" а ректасцензија 12h 39m 36,8s. Привидна величина (магнитуда) објекта NGC 4603 износи 13,4 а фотографска магнитуда 14,1. NGC 4603A је још познат и под ознакама ESO 322-44, MCG -7-26-20, DCL 105, IRAS 12368-4027, PGC 42369.